# Park Sin-ja
Park Sin-ja (박신자?; 26 dicembre 1941) è un'ex cestista sudcoreana.

## Carriera
Con la Corea del Sud ha disputato i Campionati del mondo del 1964 e quelli del 1967, dove ha vinto la medaglia d'argento ed è stata nominata MVP del torneo
Nel 1999 è stata introdotta nella Women's Basketball Hall of Fame.